# Tentamensvakt
En tentamensvakt (vid vissa lärosäten: tentamensvärd, pluralis: tentamensvakter, vardagligt: tentavakt, vid Linköpings universitet: tentatant eller tentafarbror) är någon som vid salstentamen övervakar att tentander skriver sin tentamen enligt gällande regler samt hjälper tentander att kontakta läraren vid frågor om tentamens innehåll. 

## Arbetsuppgifter
En tentamensvakts arbetsuppgifter varierar till viss del beroende på om tentamen är analog eller digital.